# Lipinia albodorsalis
Lipinia albodorsalis là một loài thằn lằn trong họ Scincidae. Loài này được Vogt mô tả khoa học đầu tiên năm 1932.